# Thierry Siquet
Thierry Siquet (Hoei, 18 oktober 1968) is een Belgisch voetbalcoach en voormalig voetballer. Hij speelde doorgaans als centrale verdediger. 

## Spelerscarrière
Siquet begon z'n profcarrière in 1986 bij Standard Luik, dat hem twee jaar eerder had weggeplukt bij Union Hutoise. Siquet maakte op 1 oktober 1986 zijn officiële debuut in het eerste elftal van de club in de UEFA Cup-wedstrijd tegen NK Rijeka.
Hij speelde nog vijf jaar bij Standard, maar toen hij in de tweede helft van het seizoen 1990/91 zijn basisplaats verloor onder trainer Georg Keßler verkaste hij in de zomer van 1991 naar Cercle Brugge, dat hem een jaar eerder al gepolst had. Zes jaar later verhuisde hij naar Germinal Ekeren, waar hij twee jaar aan de slag was. In 1999 ging hij naar de toenmalige tweedeklasser La Louvière, waarmee hij meteen naar Eerste klasse promoveerde. Hij speelde er in het totaal vijf jaar en verhuisde in 2004 naar zijn laatste club als speler, Sporting Charleroi. In januari 2006 hing hij, een half jaar eerder dan voorzien, zijn schoenen aan de haak.

## Trainerscarrière

### Charleroi
Siquet bleef na zijn spelersafscheid aan boord bij Charleroi: hij werd assistent van Jacky Mathijssen en later van Philippe Vande Walle. Nadat Vande Walle in december 2007 opstapte, werd Siquet hoofdtrainer van de Carolo's. Twaalf maanden later werd Siquet zelf aan de deur gezet. Siquet sprak later over een gebrek aan vertrouwen vanuit de club, die hem na zijn ontslag aan boord hield tot er een overeenkomst was bereikt met zijn opvolger John Collins.

### Bertrix
Op 17 maart 2009 werd hij trainer van Royale Entente Bertrigeoise. Siquet promoveerde in zijn eerste seizoen naar Derde klasse met de club. In het seizoen 2010/11 eindigde hij derde met de club in de B-reeks van de competitie, maar doordat Bertrix geen licentie had aangevraagd voor Tweede klasse nam het niet deel aan de nacompetitie. Daarna verliep het minder goed voor Siquet en Bertrix: in het seizoen 2011/12 kon de club de eindronde voor degradatie maar nipt ontlopen, het seizoen daarop was de degradatie naar Vierde klasse een feit. Siquet en Bertrix gingen daarop uit elkaar.

### KBVB
Siquet was in 2012 ook al aan de slag gegaan als jeugdtrainer bij de KBVB. Van 2012 tot 2014 coachte hij België –15. In 2014 schoof hij door naar België –16. Van 2015 tot 2020 was hij bondscoach van België –17. Met de U17 nam hij tweemaal deel aan het EK onder 17. In 2016 haalde hij in Azerbeidzjan met latere Rode Duivels als Sebastiaan Bornauw, Zinho Vanheusden en Hannes Delcroix in de groepsfase 5 op 9 tegen Schotland (2-0-winst), Azerbeidzjan (1-1) en Portugal (0-0). België mocht zo door naar de kwartfinale, waar het met 1-0 verloor van Duitsland. In 2018 haalde hij met België de halve finale in Engeland: met spelers als Yari Verschaeren, Jérémy Doku, Killian Sardella en Maarten Vandevoordt pakte België 9 op 9 in de groepsfase na winst tegen Ierland (0-2), Bosnië en Herzegovina (0-4) en Denemarken (1-0) en versloeg het in de kwartfinale Spanje met 2-1, maar in de halve finale ging het met dezelfde cijfers onderuit tegen Italië.
Toen Johan Walem in maart 2020 bondscoach van Cyprus werd, schoof Siquet door naar België –18 doordat ook Jacky Mathijssen (van U19 naar U21) en Wesley Sonck (van U18 naar U19) doorschoven.

### Excelsior Virton
In 2013 werd Siquet technisch directeur van de jeugdopleiding van Excelsior Virton.

## Erelijst
| Beker van België | 1x | 2002/03 |

## Privéleven
- Hij is de oom en tevens de peter van Hugo Siquet.[12] Deze kreeg net als hij zijn opleiding bij Standard en brak er vervolgens ook door in het eerste elftal.